# Thomisus transversus
Thomisus transversus es una especie de araña cangrejo del género Thomisus, familia Thomisidae. Fue descrita científicamente por Fox en 1937.

## Distribución
Esta especie se encuentra en China.